# 오로치인
오로치인은 러시아의 하바롭스크 지방, 프리모르스키 지방, 마가단주, 사할린 주 및 일본의 홋카이도에 거주하는 민족으로 오로치어를 사용한다. 2010년 조사에 의하면 러시아에 596명의 오로치인들이 거주한다.
오로치인들은 전통적으로 하바롭스크 지방 남쪽에 거주했고 일부는 아무르강 유역, 쿠릴 열도에 거주한다. 19세기에는 일부가 사할린섬으로 이주했다. 1930년대 초반에는 오로치 국가 지구가 신설되었지만, 나중에 인구가 적다는 이유로 이것이 무효가 되었다.
오로치어가 문자로 정착되지가 않은 언어여서 오로치인은 러시아어, 일본어로 교육을 받는다. 오로치어는 거의 소멸하기 직전의 언어이다. 오로치인은 샤머니즘, 러시아 정교회, 불교를 믿는다.